# 米兰·弗塔奇尼克
米兰·弗塔奇尼克（1956年10月30日—2021年5月13日），斯洛伐克政治人物。1998年至2002年担任斯洛伐克教育部部长。2010年12月至2014年12月，担任布拉迪斯拉发市长。